# Aaron Blunck
Aaron Blunck (Denver, 12 april 1996) is een Amerikaanse freestyleskiër, die is gespecialiseerd op het onderdeel halfpipe. Hij vertegenwoordigde zijn vaderland op de Olympische Winterspelen 2014 in Sotsji en op de Olympische Winterspelen 2018 in Pyeongchang.

## Carrière
Bij zijn wereldbekerdebuut, in december 2011 in Copper Mountain, scoorde Blunck direct wereldbekerpunten. In januari 2013 stond de Amerikaan in Copper Mountain voor de eerste maal in zijn carrière op het podium van een wereldbekerwedstrijd. Op de wereldkampioenschappen freestyleskiën 2013 in Voss eindigde hij als zesde in de halfpipe. Op 20 december 2013 boekte Blunck in Copper Mountain zijn eerste wereldbekerzege. Tijdens de Olympische Winterspelen van 2014 in Sotsji eindigde de Amerikaan als zevende op het onderdeel halfpipe.
In de Spaanse Sierra Nevada nam hij deel aan de wereldkampioenschappen freestyleskiën 2017. Op dit toernooi werd hij wereldkampioen in de halfpipe. Tijdens de Olympische Winterspelen van 2018 in Pyeongchang eindigde Blunck als zevende in de halfpipe.
Op de wereldkampioenschappen freestyleskiën 2019 in Park City prolongeerde de Amerikaan de wereldtitel in de halfpipe.

## Resultaten

### Olympische Spelen
| Jaar | Plaats      | Resultaten  |
| ---- | ----------- | ----------- |
| 2014 | Sotsji      | 7e Halfpipe |
| 2018 | Pyeongchang | 7e Halfpipe |

### Wereldkampioenschappen
| Jaar | Plaats        | Resultaten  |
| ---- | ------------- | ----------- |
| 2013 | Voss          | 6e Halfpipe |
| 2017 | Sierra Nevada | Halfpipe    |
| 2019 | Park City     | Halfpipe    |

### Wereldbeker
Eindklasseringen
| Seizoen   | Algm  | HP     |
| --------- | ----- | ------ |
| 2011/2012 | 132e  | 19e    |
| 2012/2013 | 17e   | 4e     |
| 2013/2014 | 18e   | Zilver |
| 2014/2015 | 83e   | 12e    |
| 2015/2016 | 7e    | Zilver |
| 2016/2017 | 18e   | Brons  |
| 2017/2018 | 32e   | 6e     |
| 2018/2019 | 63e   | 10e    |
| 2019/2020 | Brons | Goud   |

Wereldbekerzeges
| Datum            | Plaats          | Onderdeel |
| ---------------- | --------------- | --------- |
| 20 december 2013 | Copper Mountain | Halfpipe  |
| 5 februari 2016  | Park City       | Halfpipe  |
| 7 december 2018  | Copper Mountain | Halfpipe  |
| 13 december 2019 | Copper Mountain | Halfpipe  |
| 1 februari 2020  | Mammoth         | Halfpipe  |